# Masahiko Tanaka
Masahiko Tanaka (田中 昌彦 Tanaka Masahiko) (Tokio, 24 de fevereiro de 1941) é um mestre japonês de karatê shotokan. Instrutor oitavo grau da JKA (Japan Karate Association).